# 恩维尔·伊兹梅洛夫
恩维尔·伊兹梅洛夫（1955年6月12日—），克里米亞韃靼裔民谣和爵士吉他手，在弹奏电吉他时通常采用点弦手法。

## 职业生涯
恩维尔·伊兹梅洛夫于1955年6月12日出生在一个苏联[[乌兹别克苏维埃社会主义共和国费尔干纳的克里米亚鞑靼人家庭——在此之前，他]]的家人一度被逐出克里米亚。
1970年，恩维尔开始学习弹奏吉他，同时在费尔干纳音乐学校学习巴松管。1973年，恩维尔从该校毕业。之后的八年他加入了Sato乐队的成员，并在先后于1986年和1987年发行的专辑《Efsane》和《Give Your Love for a Friend in a Circle》中担任作曲，崭露头角。随后，恩维尔考入塔什克特大学，并在毕业后离开了乐队，开启了独自一人的音乐生涯。
1995年，恩维尔在瑞士洛桑举办的首届欧洲国际吉他大赛中斩获冠军。同年，他被乌克兰音乐界评选为“年度音乐家”。至今，他已在乌克兰、俄罗斯、爱沙尼亚、摩尔达维亚、保加利亚、芬兰、挪威、瑞典、丹麦、比利时、意大利、德国、土耳其和美国进行过巡回演出。
除了录制发行个人专辑外，恩维尔还曾与法国键盘手扎维尔·加西亚、土耳其鼓手布尔汗·奥卡尔和英国萨克斯手吉奥夫·瓦伦合作表演过二重奏。他还与打击乐手巴里·鲁斯泰姆和吹奏手纳尔凯特·拉马扎诺夫共同创立了克里米亚艺术三重奏组。在这个组合中，恩维尔有时还扮演泛音歌手的角色。

## 演奏技巧与风格
恩维尔通常使用敲击电吉他琴颈的方法来弹奏吉他。他的作品往往将克里米亞韃靼民族的传统音乐与土耳其、乌兹别克、巴尔干古典音乐同爵士乐相结合，节拍以韃靼民族乐曲中常见的5/8、7/8、9/8、11/8、11/16和13/16六种为主。
除此之外，恩维尔使用的三弦吉他还是基辅一个店家为他专门定制的，使用了两种非标准调式。

## 奖项
- 乌克兰人民艺术家（烏克蘭語：Народний артист України）[1]
- 烏克蘭榮譽藝術家（烏克蘭語：Народний артист України）[7]
- 克里米亚荣誉奖章[8]